# Яцишин Василь Іванович
Василь Іванович Яцишин (нар. 7 лютого 1960) — радянський та український футболіст, нападник.

## Кар'єра гравця
Футбольну кар'єру розпочав у 1981 році в черкаському «Дніпрі». У 1985 році став гравцем вінницької «Ниви». У 1989 році перейшов до аматорського колективу «Поділля» (Кирнасівка). На початку 1991 року виїхав до Польщі, де захищав кольори клубу «Іглупол» (Дембиця). Потім виступав у вінницькому «Хіміку», в футболці якого й завершив футбольну кар'єру.